# Mîroliubivka, Mala Vîska
Mîroliubivka (în ucraineană Миролюбівка; în trecut, Kirovka, în ucraineană Кіровка) este localitatea de reședință a comunei Kirovka din raionul Mala Vîska, regiunea Kirovohrad, Ucraina.

## Demografie
Componența lingvistică a localității Mîroliubivka
     Ucraineană (94,7%)
     Rusă (2,41%)
     Română (1,81%)
     Alte limbi (0,24%)
Conform recensământului din 2001, majoritatea populației localității Mîroliubivka era vorbitoare de ucraineană (94,7%), existând în minoritate și vorbitori de rusă (2,41%) și română (1,81%).